# Соуза Силва, Уолас
Уо́лас Со́уза Си́лва (порт.-браз. Walace Souza Silva более известный, как Уолас порт. Walace; родился 4 апреля 1995 года в Салвадоре, Бразилия) — бразильский футболист, опорный полузащитник клуба «Крузейро». Выступал за сборную Бразилии. Участник Олимпийских игр 2016 года в Рио-де-Жанейро.

## Клубная карьера
Уолас — воспитанник клуба «Гремио». 27 апреля 2014 года в матче против «Атлетико Минейро» он дебютировал в бразильской Серии А. 10 июля 2016 года в матче против «Фигейренсе» Уолас забил свой первый гол за «Гремио» в чемпионате. В начале 2017 года он перешёл в немецкий «Гамбург». 11 февраля в матче против «РБ Лейпциг» он дебютировал в Бундеслиге. В этом же поединке Уолас забил свой первый гол за «Гамбург».
Летом 2018 года Уолас перешёл в «Ганновер 96». 25 августа в матче против «Вердера» он дебютировал за новый клуб.

## Международная карьера
В 2015 году в составе молодёжной сборной Бразилии Уолас принял участие в молодёжном чемпионате Южной Америки в Уругвае. На турнире он принял участие в матчах против команд Перу, Уругвая, Аргентины и дважды Колумбии.
В 2016 году Уолас принял участие в Кубке Америки в США. 9 июня в матче групповой стадии против сборной Гаити он дебютировал за сборную Бразилии.
В том же году в составе олимпийской сборной Уолас выиграл Олимпийские игры в Рио-де-Жанейро. На турнире он сыграл в матчах против команд Дании, Колумбии, Гондураса и Германии.

## Достижения
«Гремио»
- Обладатель Кубка Бразилии: 2016

Бразилия (до 23)
- Олимпийский чемпион: 2016